# 赫希·劳特派特
赫希·劳特派特（德語：Hersch Lauterpacht，1897年8月16日—1960年5月8日），奧地利歸化英国著名国际法学家。
劳特派特曾经担任《奥本海国际法》第五版后的编订工作。他承认自然法并不存在，但是又认为自然法对于国际法以及正义有重大贡献。

## 著作
主要著作有：《国际法的私法渊源和类比》，《法律在国际社会中的作用》。